# Laurent Schonckert
Laurent Schonckert (* 25. Februar 1958 in Luxemburg) ist ein ehemaliger luxemburgischer Fußballspieler und heutiger Geschäftsführer der Cactus-Gruppe.

## Karriere

### Verein
Schonckert wuchs in Mamer auf und begann beim örtlichen Verein FC Mamer 32 mit dem Fußballspielen. Im Seniorenbereich spielte er zwischen 1977 und 1992 ausschließlich für Union Luxemburg. Mit Union gewann er in dieser Zeit drei luxemburgische Meisterschaften, wurde dreimal Pokalsieger und absolvierte 301 Erstligapartien sowie 12 Europapokalspiele.

### Nationalmannschaft
Zwischen 1984 und 1987 absolvierte Schonckert dann 18 Länderspiele für die luxemburgische Nationalmannschaft, in denen er ohne Torerfolg blieb. Sein erstes Spiel bestritt er am 13. Oktober 1984 bei der 0:4-Niederlage im WM-Qualifikationsspiel gegen Frankreich.
Seinen letzten Einsatz hatte er am 11. November 1987 im EM-Qualifikationsspiel gegen Belgien in Brüssel, das mit einer 0:3-Niederlage der Luxemburger endete.

## Erfolge
- Luxemburgischer Meister: 1990, 1991, 1992
- Luxemburgischer Pokalsieger: 1986, 1989, 1991

## Sonstiges
Bereits während seiner aktiven Zeit als Fußballspieler studierte Laurent Schonckert in Nancy die Fächer Rechtswissenschaft und Volkswirtschaftslehre. Nach einem Praktikum trat er 1984 in die Supermarktkette Cactus ein, deren Geschäftsführer er seit 2002 ist.
Schonckert spricht neben seiner Muttersprache Lëtzebuergesch die Sprachen Spanisch, Katalanisch, Französisch, Englisch und Deutsch.